# مصدر تيار

رمز مصدر التيار

مصدر التيار الكهربي هو جهاز كهربي، أو إلكتروني، يجلب أو يمتص التيار الكهربي وهو ازدواج من مصدر الجهد الكهربي.

## أقسامه
- مصدر التيار الكهربائي المثالي في نظرية الدوائر، وهو عنصر في الدائرة يكون التيار المار خلاله لا يعتمد على فرق الجهد الواقع على طرفيه، وهو نموذج رياضي فقط حيث أن مصادر التيار العملية تحاول فقط الاقتراب بخواصها منه قدر الإمكان.
- مصدر التيارالكهربي المعتمد والغير معتمد.
  - إذا كان التيار المار خلال مصدر التيار الكهربي المثالي غير معتمد في شدته على أي من عناصر الدائرة أو فرق الجهد الواقع عليعا أو التيار المار خلالها يسمى هذا المصدر مصدراً غير معتمد.
  - أما إذا كان التيار يعتمد على فرق الجهد أو التيار المار خلال أحد عناصر الدائرة، فيسمى هذا المصدر بمصدر تيار معتمد.

## مصادر التيارات

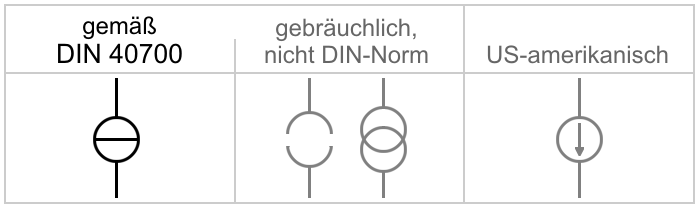
رمز مصدر التيار حسب بعض المعايير العالمية
DIN:الرمز الألماني—US: الرمز الأمريكي